# Svart tonfisk
Svart tonfisk (Thunnus atlanticus) är en fiskart som först beskrevs av Lesson, 1831.  Svart tonfisk ingår i släktet Thunnus och familjen makrillfiskar. IUCN kategoriserar arten globalt som livskraftig. Inga underarter finns listade i Catalogue of Life.